# Bogomila
Bogomila (makedonska: Богомила) är en ort i Nordmakedonien. Den ligger i den centrala delen av landet, 40 kilometer söder om huvudstaden Skopje. Bogomila ligger 511 meter över havet och antalet invånare är 1 223.